# プチヴリ公
プチヴリ公（ウクライナ語: Князь путивльський、ロシア語: Князь путивльский）は、プチヴリ公国の君主の称号である（「公」はクニャージからの訳出による）。公・公国の名は、その中心都市だったプチヴリ（プティーウリ）による。

## プチヴリ公の一覧
- イーゴリ・オリゴヴィチ
- オレグ・スヴャトスラヴィチ -  在位： 1157年 - 1159年[1] ：ノヴゴロド・セヴェルスキー公イーゴリの兄。
- ウラジーミル・イーゴレヴィチ - 12世紀 ：ノヴゴロド・セヴェルスキー公イーゴリの子。
- ？イジャスラフ・ウラジミロヴィチ - 1223年、カルカ河畔の戦いで戦死した人物の一人とする説がある[1]。
- イオアン - 13世紀 ：チェルニゴフ公ミハイルの孫[2]